# Ferenc Virág

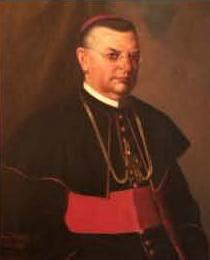
Ferenc Virág

Ferenc Virág (* 22. August 1869 in Bonyhád; † 2. März 1958 in Pécs) war ein ungarischer römisch-katholischer Geistlicher,  Prälat und Bischof von Pécs.

## Leben
Virág Ferenc (bis 1893 Ferenc Blum; virág ist ung. „Blume“) wurde am 22. August 1869 in Bonyhád im Komitat Tolna geboren. Er absolvierte das Gymnasium und das Theologiestudium in Pécs und wurde am 25. Juni 1892 zum Priester geweiht. Ab 1896 war er Kaplan am Gymnasium in Szekszárd, ab 1897 Kaplan an der Kathedrale in Pécs und Präsident der Katholischen Legion, und ab 1901 war er geistlicher Leiter des Priesterseminars und Kaplan an der Lehrerbildungsanstalt. Er war ein eifriger Förderer der Junggesellenvereine und der Arbeiterjugend und unterstützte religiöse und soziale Vereine. Er war von Anfang an Mitglied des Missionsvereins der Diözesanpriester. 
1915 erhielt er den Titel eines päpstlichen Kammerherrn und 1923 den eines Titularabtes von Koroncó. 1922 wurde er Pfarrer von Szekszárd und 1926 zum Nachfolger von Bischof Gyula Zichy von Pécs ernannt, der zum Erzbischof von Kalocsa berufen worden war. Er wurde am 6. Mai in Pécs von Gyula Zichy selbst zum Bischof geweiht und am 19. Mai in sein Amt eingeführt. Später erhielt er den Ehrentitel Päpstlicher Thronassistent. Seine Hauptaufgabe war die geistliche Betreuung der Gläubigen und die Schaffung eines lokalen Rahmens für das Glaubensleben. In seiner literarisch-publizistischen Tätigkeit befasste er sich mit Fragen der Priesterausbildung, der Lehrerausbildung und der römisch-katholischen Erziehung außerhalb der Schule. Während des Horthy-Regimes war er von 1927 bis 1944 Mitglied des Oberhauses.
Bischof Ferenc Virág erlebte den Zweiten Weltkrieg, die Machtübernahme der Kommunisten und die ungarische Revolution von 1956 und die darauf folgenden Jahre der Repressalien. Nach langer Krankheit starb er am 22. März 1958 im Alter von 89 Jahren. Er wurde in der Bischofsgruft beigesetzt.